# قتل در بوستون: ریشه ها، داد و بیداد، و حسابرسی
قتل در بوستون: ریشه‌ها، داد و بیداد و حسابرسی (به انگلیسی: Murder in Boston: Roots, Rampage, and Reckoning) یک مجموعه مستند تلویزیونی محصول سال ۲۰۲۳ به کارگردانی و تهیه‌کنندگی جیسون هیر است.  این به دنبال قتل کارول استوارت، و تحقیقاتی است که به دنبال آن، تنش‌های نژادی را برانگیخت و هدف قرار داد.
و در ۴ دسامبر ۲۰۲۳ در HBO برای اولین بار پخش شد.

## رهایی
این سریال قتل کارول استوارت و تحقیقات پس از آن را بررسی می‌کند، که تنش‌های نژادی و هدف‌گیری را برانگیخت و به یک طوفان رسانه‌ای تبدیل شد.  ران بل، دارت آدامز، دیوید روپیک،آدریان واکر، لوئیس الیزا، هاوارد برایانت، میشل کاروسو، تد لندزمارک، ویلیام براتون، برایان مک‌گروری  ، نیل سالیوان، تیتو جکسون ، جفری براون، کوین پترسون و نانسی گرتنر در سریال حضور دارند.

## اپیزود
| شم. | عنوان         | کارگردان  | تاریخ انتشار اصلی |
| --- | ------------- | --------- | ----------------- |
| 1   | «ریشه ها»     | جیسون هیر | ۴ دسامبر ۲۰۲۳     |
| 2   | «داد و بیداد» | جیسون هیر | ۱۱ دسامبر ۲۰۲۳    |
| 3   | «حساب کردن»   | جیسون هیر | ۱۸ دسامبر ۲۰۲۳    |

## تولید
در دوران نوجوانی، جیسون هیر روزانه درباره قتل کارول استوارت شنیده بود، در نهایت می‌خواست مستندی درباره آن بسازد و تاریخ نژادی بوستون را از دریچه‌ی این پرونده بررسی کند. خانواده کارول از شرکت در سریال خودداری کردند، در حالی که خانواده بنت در ابتدا شک داشتند و تمایلی به اعتماد به هیر نداشتند، در نهایت این کار را انجام دادند. هیر زمان خود را با خانواده سپری کرد و به آنها اطلاع داد که داستان آنها را دقیق و صادقانه به تصویر خواهد کشید.  .
"بوستون گلوب" این مجموعه را تولید کرد و علاوه بر این پادکست همراه را بر اساس گزارش‌های گسترده تولید کرد.

## پذیرایی
در متاکریتیک، این سریال بر اساس ۴ منتقد دارای میانگین وزنی ۸۰ از ۱۰۰ است که نشان دهنده «به طور کلی مطلوب» است.
هفته نامه نوشت: «صدای مردمی را می دهد که به ناحق قربانی مجریان قانون شده اند و میراث یک عجله دردناک و نژادپرستانه برای قضاوت را بررسی می کند. جان اندرسون از "وال استریت ژورنال" نوشت: یک داستان جنایی جذاب، یک رساله سیاسی-اجتماعی و حتی شواهدی مبنی بر اینکه زندگی می تواند بهتر شود.